# Anselmo Silvino
Anselmo Silvino, född 23 november 1945 i Teramo, är en italiensk före detta tyngdlyftare.
Silvino blev olympisk bronsmedaljör i 75-kilosklassen i tyngdlyftning vid sommarspelen 1972 i München.